# Festival de silence
Le Festival de silence est créé en 2010 sur une idée originale du réalisateur et documentariste Yvon Bertorello : « Vivre une expérience profonde et inédite à dix minutes de la Croisette de Cannes dans la plus ancienne communauté monastique d’Europe encore en activité ». Chaque année, une vingtaine de personnalités issues du septième art, présentes ou non au Festival de Cannes qui a lieu en même temps à quelques encablures, font une pause spirituelle d'une après-midi loin de l'agitation cannoise. C'est à l'abbaye de Lérins, sur l'île de Saint Honorat, que le père abbé et l'évêque du lieu accueillent ces hôtes particuliers.
Les deux premières éditions (2011 et 2012) sont également l'occasion d'une exposition à Cannes sur l'origine de la Palme d'or, symbole de victoire depuis l'Antiquité, devenue au Moyen Âge, pour toute la chrétienté, le symbole du martyre, et qui est l'emblème de l'abbaye.

## Personnalités présentes
- Michael Lonsdale, président d'honneur (2011[3], 2012[4])
- Mireille Darc (2012[5])
- Patrick Poivre d'Arvor (2012[6])
- Fabien Jegoudet (2012)
- Delphine de Turckheim (2012[5])
- Eriko Takeda(2012, 2013)
- Jean-Pierre Mocky (2012[7], 2013)
- Yubai Zhang (2012, 2013)
- Nicolas Jourdier (2011)
- Bernard Brochand (2011)
- Brigitte Fossey (2011[8])
- Patrick Laval (2011)
- Fernand Guiot (2011)
- Frigide Barjot (2011[9])
- Vincent Pérez attendu en 2013[10]
- Claudia Cardinale attendue en 2013[10]
- Éric Atlan (2013)
- Leila Ghandi (2013)
- Olivier Delacroix (2013)
- Delphine Depardieu (2013)
- Albert Jacquard (2013)
- Hélène Médigue (2013)